# Stanina Reka
Stanina Reka (izvirno srbsko Станина Река) je naselje v Srbiji, ki upravno spada pod Mesto Valjevo; slednja pa je del Kolubarskega upravnega okraja.
- Stanina Reka - panorama
- Stanina Reka - panorama
- Stanina Reka - panorama
- Stanina Reka - panorama
- Stanina Reka - panorama
- Stanina Reka - panorama

## Demografija
V naselju živi 353 polnoletnih prebivalcev, pri čemer je njihova povprečna starost 47,4 let (46,0 pri moških in 49,0 pri ženskah). Naselje ima 135 gospodinjstev, pri čemer je povprečno število članov na gospodinjstvo 3,12.
To naselje je, glede na rezultate popisa iz leta 2002, večinoma srbsko, a v času zadnjih treh popisov je opazno zmanjšanje števila prebivalcev.
|  |

| Demografija | Demografija     | Demografija     |
| Leto        | Št. prebivalcev | Št. prebivalcev |
| ----------- | --------------- | --------------- |
|             |                 |                 |
|             |                 |                 |
|             |                 |                 |
|             |                 |                 |
| 1948        | 1012            |                 |
| 1953        | 1021            |                 |
| 1961        | 859             |                 |
| 1971        | 755             |                 |
| 1981        | 638             |                 |
| 1991        | 520             | 520             |
| 2002        | 422             | 421             |
|             |                 |                 |

| Etnična sestava po popisu iz leta 2002 | Etnična sestava po popisu iz leta 2002 | Etnična sestava po popisu iz leta 2002 | Etnična sestava po popisu iz leta 2002 | Etnična sestava po popisu iz leta 2002 |
| -------------------------------------- | -------------------------------------- | -------------------------------------- | -------------------------------------- | -------------------------------------- |
| Srbi                                   | Srbi                                   |                                        | 419                                    | 99,52%                                 |
| Neznano                                | Neznano                                |                                        | 2                                      | 0,47%                                  |